# Armani
A Giorgio Armani S.p.A. ou somente Armani é uma famosa empresa de moda italiana fundada em 1975 pelo renomado estilista Giorgio Armani. 
A empresa fabrica vários tipos de produtos relacionados a moda mundial incluindo cosméticos, perfumes, relógios, joias e, principalmente, ternos. Giorgio Armani e Sergio Galeotti fundaram a empresa em 1975 na cidade de Milão com cerca de 10 000 dólares. A Armani hoje emprega 4 700 empregados e possui 13 fábricas no mundo. Em 2014, a marca alcançou uma receita de 2,53 bilhões de euros.
A marca chegou ao Brasil nos anos 90 e teve Helena Montanarini à frente do lançamento, feito pela Vila Romana em regime de licença.